# Quinone outside inhibitors
Les QoI, ou Quinone outside inhibitors (inhibiteurs externes de la quinone) sont un groupe de molécules fongicides utilisés en  agriculture.

Structures moléculaire de la famoxadone

Les QoI sont des fongicides qui agissent comme inhibiteurs du site d'oxydation du coenzyme Q situé sur la face externe du cytochrome b.

## Classification chimique
Les QoI résultent de la fusion de trois familles de fongicides, la famille bien connue des strobilurines et de deux nouvelles familles représentées par la fenamidone et la famoxadone. 
Certaines strobilurines sont l'azoxystrobine, le krésoxim-méthyl, la picoxystrobine, la pyraclostrobine et la trifloxystrobine. 
Les spécialités contenant des QoI associent le plus souvent d'autres molécules appartenant à d'autres familles chimiques (cymoxanil, phosphonate…).

## Usages
Ces fongicides sont utilisés sur de nombreuses cultures, tels que les céréales, la vigne, les cucurbitacées, les tomates et les pommes de terre. 
Ils permettent en particulier de lutter contre le mildiou et contre l'oïdium.
Par exemple, ils sont utilisés chez les céréales, contre Erysiphe graminis f.sp tritici responsable de l'oidïum chez le blé ou contre Septoria tritici, responsable de la septoriose.
Ils sont aussi communément utilisés chez la vigne contre  Plasmopara viticola, responsable du mildiou de la vigne ou dans les traitements contre l'oïdium.

## Risque de résistance
Tous ces fongicides ayant un site d'action unique, ils sont de ce fait exposés aux phénomènes de résistance croisée et doivent être gérés correctement pour éviter l'apparition du phénomène de résistance fongicide. 
Des phénomènes de résistance fongicides ont été observés chez plusieurs cultures. Afin de limiter ou d'empêcher l'apparition de résistance, des limitations d'emploi sont préconisées. Il est recommandé d'alterner les familles chimiques  et de limiter le nombre d'applications consécutives par saison. Cependant, malgré des recommandations de plus en plus restrictives, la résistance du mildiou aux QoI se répand dans les vignobles français.

### liens externes
- (en) Fungicides Resistance Action Committee, QoI incluant des informations sur le QoI working group activities.
- (en) Gray Leaf Spot Resistance to Strobulurins